# 園池司
園池司（えんちし/そのいけのつかさ）は、律令制において宮内省に属する機関の一つである。

## 職掌
園池司は離宮・庭園の管理と供御としての野菜の生産を行っていた。「園地」は令の一編である田令に記載された土地の一形態で野菜・果物をつくっていたと考えられる。その実態は不明であるが､園池司はこのような園地の管理も行ったらしい。また珍獣の飼育も職掌の一つであったらしい。似たような官司に花苑司（かえんし）があるがこれは短期間設置されただけあり､また名称などから考えるに庭園管理に特化したものではないかと考えられる。寛平八年（896年）内膳司に併合された。この頃には専ら野菜の栽培をしていたのだろう。

## 職員
- 正（正六位上相当）一名
- 佑（従七位下相当）一名
- 令史（大初位下相当）一名
- 史生　新設
- 使部
- 直丁
- 園戸